# Agyrtes
Agyrtes es un género de escarabajos carroñeros primitivos de la familia Agyrtidae. Hay al menos cuatro especies descritas en el género.

## Cladograma
Las siguientes especies pertenecen a la familia de escarabajos':
|  | Agyrtes alutaceus    |
|  |                      |
|  | Agyrtes bicolor      |
|  |                      |
|  | Agyrtes castaneus    |
|  |                      |
|  | Agyrtes ferrugineus  |
|  |                      |
|  | Agyrtes kashmirensis |
|  |                      |
|  | Agyrtes longulus     |
|  |                      |
|  | Agyrtes sichuanensis |
|  |                      |
|  | Agyrtes similis      |
|  |                      |

|  | Zeanecrophilus |
|  |                |
|  | Necrophilus    |
|  |                |

|  | Apteroloma |
|  |            |
|  | Pteroloma  |
|  |            |

|  | Agyrtes alutaceus    |
|  |                      |
|  | Agyrtes bicolor      |
|  |                      |
|  | Agyrtes castaneus    |
|  |                      |
|  | Agyrtes ferrugineus  |
|  |                      |
|  | Agyrtes kashmirensis |
|  |                      |
|  | Agyrtes longulus     |
|  |                      |
|  | Agyrtes sichuanensis |
|  |                      |
|  | Agyrtes similis      |
|  |                      |

|  | Zeanecrophilus |
|  |                |
|  | Necrophilus    |
|  |                |

|  | Apteroloma |
|  |            |
|  | Pteroloma  |
|  |            |